# تاکاهیرو یاماموتو
تاکاهیرو یاماموتو (به انگلیسی: Takahiro Yamamoto) (زاده ۱۲ ژوئیه ۱۹۷۸) بازیکن تیم ملی والیبال مردان ژاپن است. یاماموتو یکی از بازیکنان کلیدی ژاپن از سال ۲۰۰۰ بوده‌است.
یاماموتوبه عنوان بهترین دریافت‌کننده در مسابقات المپیک ۲۰۰۸ نامگذاری شد.